# Útoky na operační technologie
Samotné operační technologie sice používají jiné principy než běžné informační technologie, čímž jsou napadnutelné jinak než běžné informační technologie, ovšem neznamená to, že jsou bezpečné. V době návrhu původních informačních technologií se nikdy nedbalo na bezpečnost spíše jako funkcionalitu samotnou.
Většina starších protokolů operačních technologií neměla žádné metody ochrany před neoprávněnými zásahy.

## Seznam útoků
Od roku 2014 došlo k několika velkým útokům na průmyslové technologie s masivními dopady.
Mezi tyto útoky patří:
- rok 2014 - Dragonfly/Havex - malware infikující průmyslové řídící systémy (ICS) ve Spojených státech amerických a Evropě[2][3]
- rok 2015 - Vysoká pec v ocelárně v Německu byla poškozena v důsledku kybernetického útoku
- rok 2015 - BlackEnergy - statisíce obyvatel Ukrajiny bylo z důvodu útoku na místní energetické systémy bez proudu, poprvé však byl objeven již v roce 2007[4][5]
- rok 2016 - Industroyer - malware, který zasáhl Ukrajinu v druhé vlně útoku
- rok 2017 - Triton/Trisis - malware napsaný speciálně tak, aby zasáhl bezpečnostní systémy Schneider Electric
- rok 2017 - WannaCry a NotPetya ransomware - útok zasáhl operační technologie a způsobil výpadky zasahující nejen automobilový, jídelní či farmaceutický průmysl
- rok 2018 - Výrobce čipů TSMC zavřel několik svých továren z důvodu napadení počítačovým virem
- rok 2018 - VPNFilter - malware infikující mnohá síťová zařízení, především routery, a hledající systémy operačních technologií
- rok 2019 - LockerGoga ransomware byl použit při útoku na norskou společnost Norsk Hydro vyrábějící hliník a obnovitelnou energii[6]

### Dragonfly/Havex
Hlavní článek: Havex
Havex je skupina trojských koní umožňující vzdálený přístup do systému (RAT, Remote Access Trojan) od ruské hackerské skupiny "Energetic Bear" či "Dragonfly". Skupina je známá především svým zaměřením na průmyslové řídící systémy ICS a malware Stuxnet, BlackEnergy, Industroyer či Triton/Trisis.

### BlackEnergy
Hlavní článek: BlackEnergy
V roce 2015 byl malware BlackEnergy, přesněji označován jako BlackEnergy3 (BE3), použit pro kybernetické útoky na Ukrajině, které vyústily ve výpadky místní elektrické sítě, čímž byla statisíce obyvatel Ukrajiny bez elektrické energie. Ačkoliv nehrál BE3 hlavní roli v těchto útocích, byl použit pro identifikaci systémů, kam se má útok směřovat, stejně jako byl použit ke kompromitaci přihlašovacích údajů operátorů těchto systémů.

### LockerGoga
Hlavní článek: LockerGoga
V roce 2019 došlo k ransomware útoku malwarem LockerGoga na norskou společnost Norsk Hydro. Malware LockerGoga je šifrujícím ransomware pro platformu Microsoft Windows NT, ačkoliv se chová v nějakých ohledech jinak než většina ransomware.